# Компактна група Лі
Компактна група Лі — скінченновимірна група Лі, що є компактним топологічним простором. Цей тип груп Лі має велике значення оскільки багато з найважливіших у теорії і застосуваннях прикладів груп Лі є компактними, а також зважаючи на багато властивостей і їх класифікацію, яка прямо пов'язана з класифікацією напівпростих комплексних алгебр Лі.

## Приклади
Наступні приклади зв'язаних компактних груп Лі відіграють важливу роль в загальній структурній теорії компактних груп Лі, а також мають численні застосування у різних розділах математики і інших наук:
1. Мультиплікативна група {\displaystyle T^{1}} всіх комплексних чисел, рівних по модулю 1.
2. Група {\displaystyle \operatorname {SU} (n)} всіх комплексних унітарних матриць порядку n з визначником рівним 1 (спеціальна унітарна група).
3. Група {\displaystyle \operatorname {SO} (n)} всіх дійсних ортогональних матриць порядку n з визначником рівним 1 (спеціальна ортогональна група).
4. Спінорна група {\displaystyle \operatorname {Spin} (n)}. Дана група є універсальним накриттям групи {\displaystyle \operatorname {SO} (n).}
5. Група {\displaystyle \operatorname {Sp} (n)} всіх матриць {\displaystyle X\in \operatorname {SU} (2n)}, що також є симплектичними матрицями, тобто для них виконується рівність {\displaystyle X\Omega X^{T}=\Omega } де матриця {\displaystyle \Omega } є блоковою матрицею виду

{\displaystyle \Omega ={\begin{bmatrix}0&I_{n}\\-I_{n}&0\\\end{bmatrix}}}
і Т — знак транспонування, а {\displaystyle I_{n}} — одинична матриця порядку n. Група {\displaystyle \operatorname {Sp} (n)} називається симплектичною групою.

## Властивості
- На довільній компактній топологічній групі, що  також є топологічним многовидом можна ввести структуру групи Лі.
- Кількість компонент зв'язності є скінченною.
- Якщо компактна група Лі є зв'язаною, то експонента є сюр'єктивним відображенням. Для довільних компактних груп Лі образом експоненти є компонента зв'язності одиничного елемента.
- Для довільного лінійного представлення {\displaystyle (\pi ,V)} групи {\displaystyle G} на скінченновимірному просторі {\displaystyle V}  можна обрати такий скалярний добуток, що всі лінійні перетворення {\displaystyle \pi (V)} будуть унітарними (ортогональними для дійсних векторних полів).
- Алгебра Лі компактної групи може бути записана у виді прямої суми {\displaystyle {\mathfrak {g}}={\mathfrak {z}}\oplus [{\mathfrak {g}},{\mathfrak {g}}]} де {\displaystyle {\mathfrak {z}}} — центр алгебри, і форма Кіллінга є від'ємноозначеною на підалгебрі {\displaystyle [{\mathfrak {g}},{\mathfrak {g}}].}

## Класифікація дійсних компактних груп Лі
Якщо {\displaystyle G_{0}} — компонента зв'язності одиничного елемента компактної групи Лі {\displaystyle G}, то група компонент зв'язності {\displaystyle G/G_{0}} є скінченною. Тобто {\displaystyle G} є скінченним розширенням зв'язаної групи
{\displaystyle 1\to G_{0}\to G\to \pi _{0}(G)\to 1.\,}
Таким чином задача класифікації компактних груп Лі зводиться до класифікації зв'язаних компактних груп Лі. Ця класифікація була здійснена у працях Елі Картана і Германа Вейля. 
Усі зв'язані комутативні компактні групи Лі є торами тобто групами виду
{\displaystyle T^{n}=T^{1}\times T^{1}\times \ldots \times T^{1},}
де в правій стороні є n множників.
Серед некомутативних компактних груп Лі особливе значення мають зв'язані напівпрості компактні групи Лі, тобто групи, що не мають нетривіальних нормальних абелевих підгруп або, еквівалентно алгебри Лі яких є напівпростими. 
Якщо {\displaystyle G} — зв'язана напівпроста компактна група Лі, то універсальне накриття {\displaystyle {\bar {G}}} групи {\displaystyle G} також є компактною групою Лі (теорема Вейля). Центр {\displaystyle Z} групи {\displaystyle {\bar {G}}} є скінченною множиною, а всі зв'язані групи Лі, що є локально ізоморфними групі {\displaystyle G}, є компактними і з точністю до ізоморфізму є групами виду {\displaystyle {\bar {G}}/D}, де {\displaystyle D\subset Z.}
Довільні зв'язані компактні групи Лі з точністю до ізоморфізму є факторгрупами виду:
{\displaystyle (K\times T)/D}
де {\displaystyle K} — зв'язана однозв'язна напівпроста компактна група Лі з центром {\displaystyle Z}, {\displaystyle T} — тор, a {\displaystyle D} — скінченна підгрупа в групі {\displaystyle Z\times T} що перетинається з {\displaystyle T} лише по одиниці.
Таким чином, класифікація зв'язаних компактних груп Лі зводиться до класифікації зв'язаних однозв'язних напівпростих компактних груп Лі (або, що те ж, напівпростих компактних алгебр Лі) і опису їх центрів.  
Напівпрості компактні алгебри Лі знаходяться у взаємно однозначній відповідності з напівпростими комплексними алгебрами Лі (і тим самим з їх системами коренів). А саме, якщо {\displaystyle {\mathfrak {g}}} — напівпроста компактна алгебра Лі, то її комплексифікація є напівпростою комплексною алгеброю Лі. Навпаки, для будь-якої напівпростої алгебри Лі над існує, і притому єдина з точністю до спряженості, компактна дійсна форма. 
Остаточний результат класифікації простих компактних алгебр Лі та відповідних їм зв'язаних однозв'язних компактних груп Лі такий. 
Є 4 нескінченних серії так званих класичних простих компактних алгебр Лі, які відповідають таким серіям незвідних наведених коренів: 
{\displaystyle A_{n},\;n\geqslant 1;\;\;B_{n},\;n\geqslant 2;\;\;C_{n},\;n\geqslant 3;\;\;D_{n},\;n\geqslant 4.}
Ці алгебри Лі є алгебрами Лі відповідно компактних груп {\displaystyle \operatorname {SU} (n+1),\;\;} {\displaystyle \operatorname {Spin} (2n+1),\;\;} {\displaystyle \operatorname {Sp} (n),\;\;} {\displaystyle \operatorname {Spin} (2n).\;\;}
Крім них є ще лише п'ять так званих виняткових простих компактних алгебр Лі, що відповідають системам коренів типів {\displaystyle G_{2}}, {\displaystyle F_{4}}, {\displaystyle E_{6}}, {\displaystyle E_{7}} і {\displaystyle E_{8}}. Будь-яка компактна проста алгебра Лі є ізоморфна одній з цих алгебр Лі, а самі вони є попарно неізоморфними одна одній. 
Відповідно описані прості компактні групи Лі є усіма простими компактними однозв'язними групами Лі, а в попередній формулі {\displaystyle (K\times T)/D} група {\displaystyle K} є добутком скінченної кількості таких груп. Це завершує класифікацію

## Комплексні компактні групи Лі
Будь-яка компактна група Лі є дійсною аналітичною групою. Комплексні компактні аналітичні групи називаються також комплексними компактними групами Лі. Всяка зв'язана комплексна компактна група Лі (як комплексна група Лі) ізоморфна комплексному тору {\displaystyle \mathbb {C} /\Gamma } де {\displaystyle \Gamma } — дискретна підгрупа рангу 2n в і (як дійсна група Лі) ізоморфна {\displaystyle T^{2n}}. Два комплексних тора {\displaystyle \Gamma _{1},\Gamma _{2}} є ізоморфними (як комплексні групи Лі) тоді і тільки тоді, коли {\displaystyle \Gamma _{2}=g(\Gamma _{1})} для деякого {\displaystyle g\in \operatorname {GL} _{n}(\mathbb {C} ).}